# Climat de la Savoie

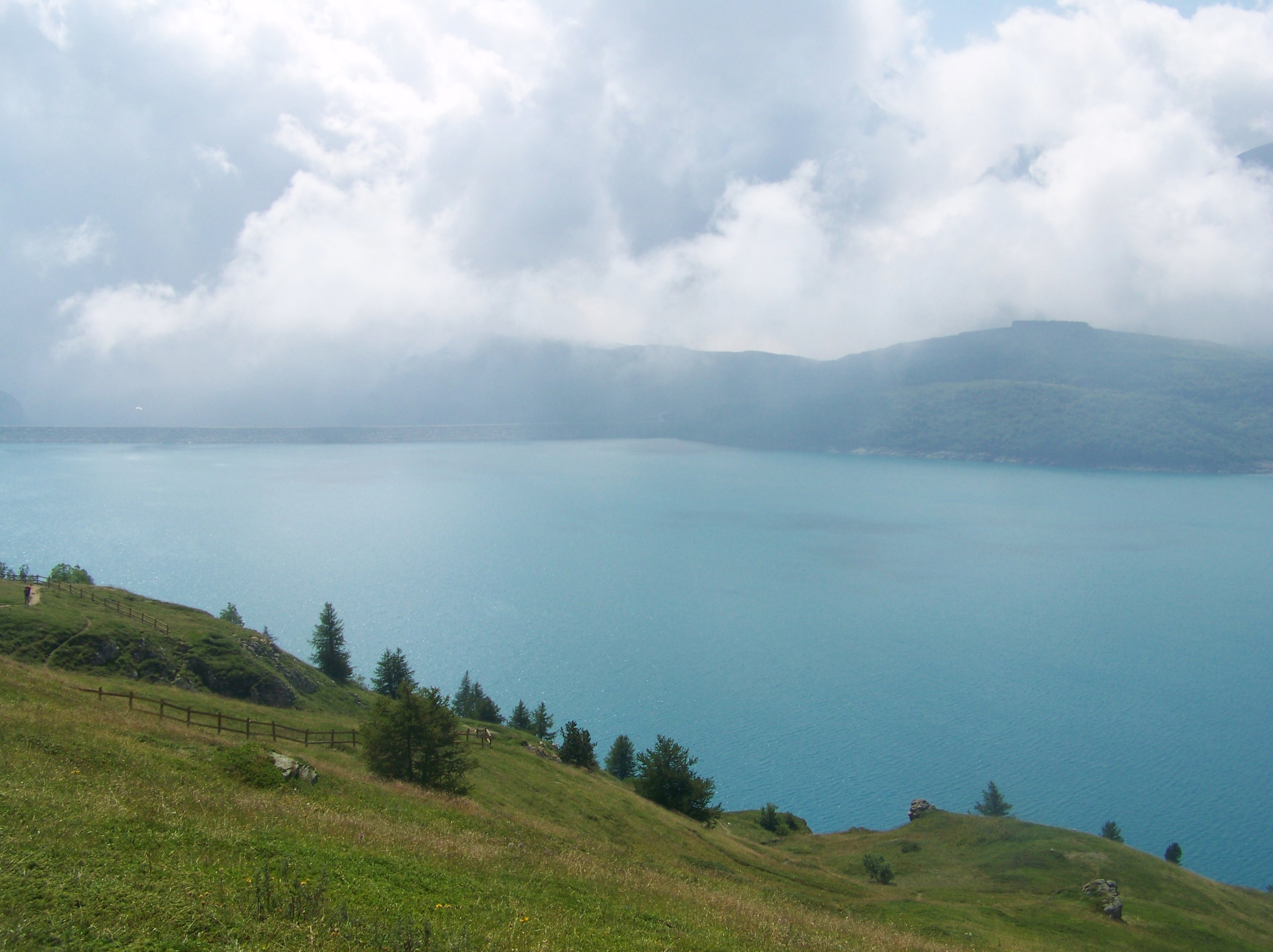
Début de retour d'est sur le lac du Mont Cenis en été. Alors que la pluie ici approche, le restant du département est sous le soleil.

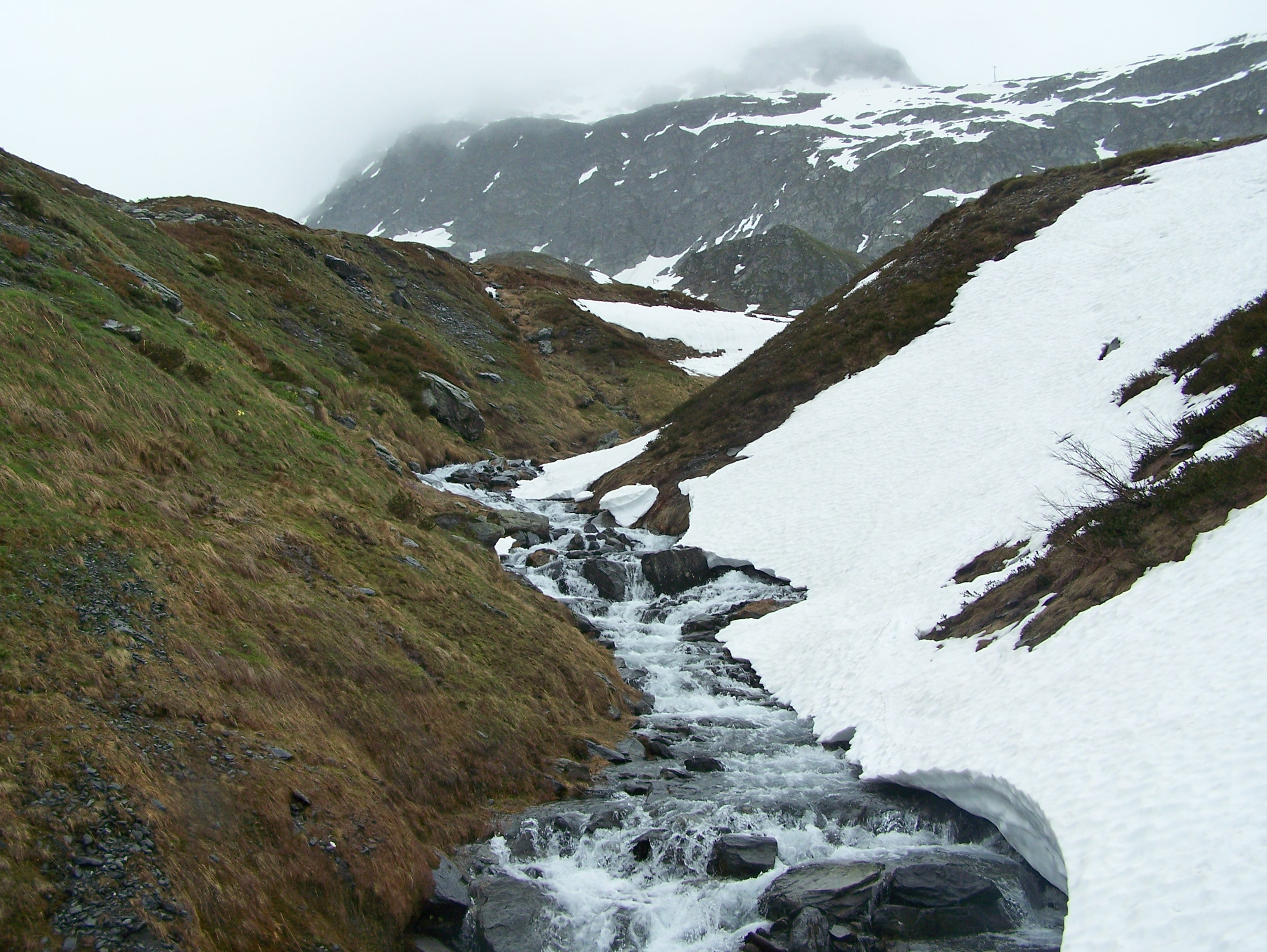
Neiges encore présentes vers le col du Petit-Saint-Bernard à la fin mai 2007.

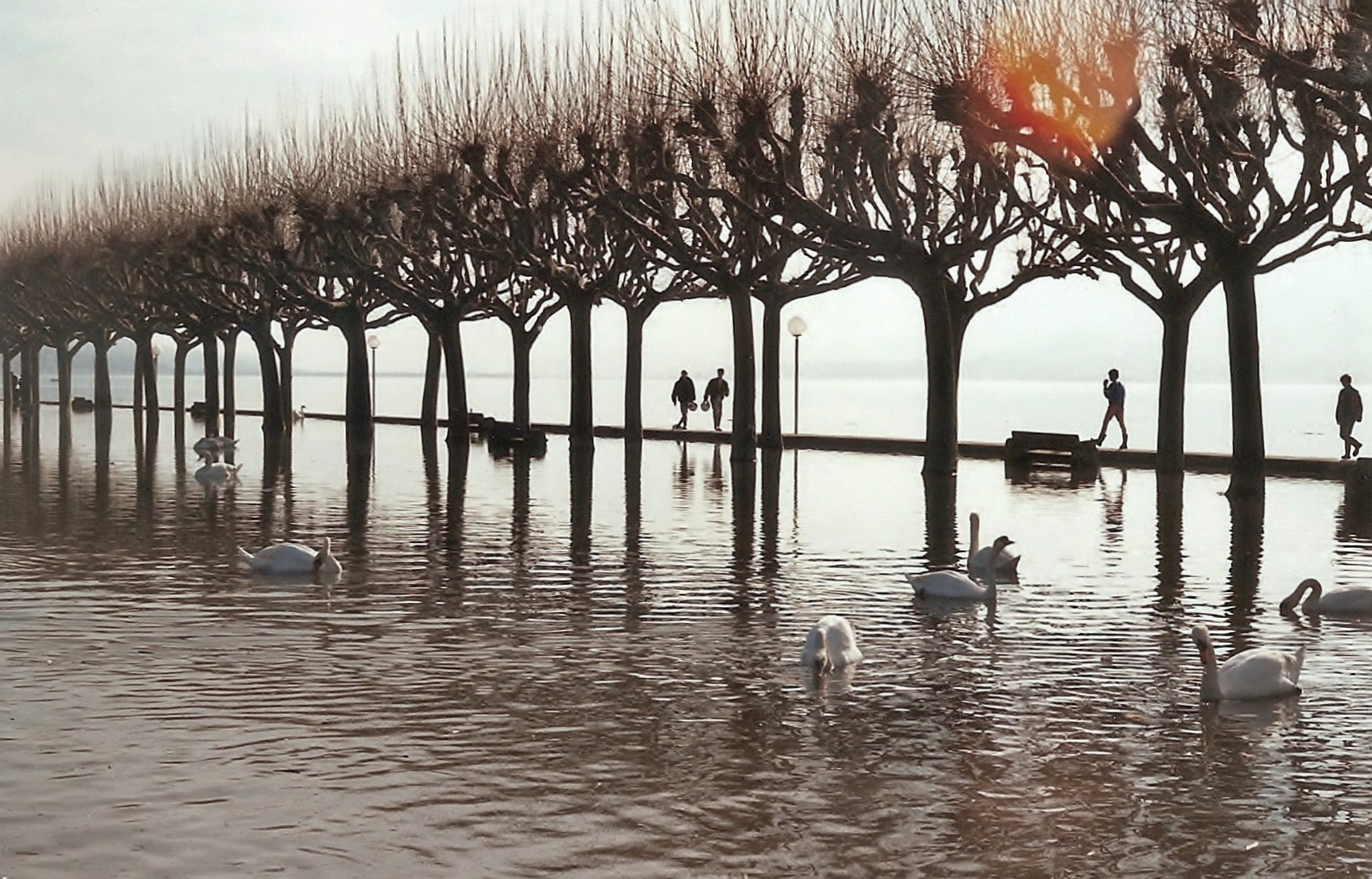
L'esplanade d'Aix-les-Bains vue lors de la crue du lac du Bourget en février 1990.

Le climat de la Savoie est fortement influencé par son altitude moyenne qui avoisine les 1 500 m donnant un climat montagnard. La description du climat de la Savoie reste malgré tout complexe : ce département est soumis à la fois à des influences océaniques (apportant des perturbations), continentales (froid l'hiver, chaud l'été) et méditerranéennes (vagues de chaleur et sécheresses en été), auxquelles s'ajoute la présence du relief qui introduit alors une différenciation spatiale à l'origine de nombreux climats locaux et de microclimats (en fonction de l'altitude et des formes de relief : cuvettes, versants exposés…). La Savoie connaît également la présence de « retours d'est » provoquant de grosses chutes de neige en hiver sur l'est du département et des effets de foehn comme la Lombarde (vent d'est, appelée aussi parfois lombarde foehnée) au Mont-Cenis.

## Description
Les précipitations sont satisfaisantes et la Savoie ne fait pas partie des départements qui souffrent le plus du manque d'eau lors de canicules. Les records de précipitations survenus entre 1958 et 2011 sont au nombre de 21 pour les cas de précipitations de plus de 100 mm par jour de pluie, avec un record de 165,8 mm tombés en une journée à Verrens-Arvey en 1983.
Pour autant, à l'inverse des Bauges et de la Chartreuse souvent soumises aux perturbations d'ouest et aux orages, certaines zones du département ont un climat plus chaud, plus ensoleillé et moins soumis aux précipitations, comme la vallée de la Maurienne. À cet égard, la commune d'Avrieux en Haute-Maurienne est réputée pour être un pôle de sécheresse en son chef-lieu (environ 1 100 m) avec des précipitations moyennes annuelles inférieures à 521 mm. Les hauteurs de la commune sont malgré tout beaucoup mieux arrosées (altitude maximale de 3 506 m) notamment du fait des retours d'est, mais les niveaux de précipitations globaux restent en deçà de ceux de communes d'autres vallées moins affectées par le manque de précipitations. Plus globalement, la Savoie possède un climat bien plus chaud et un relief bien plus sec que la Haute-Savoie, davantage soumise au climat océanique lui apportant neige et végétation.
La Savoie détenant plusieurs sommets de plus de 3 000 mètres (36 au-delà de 3 500 m), elle possède ainsi un étage nival et donc des neiges persistantes, parmi lesquelles des glaciers. Les grands cols routiers, parmi lesquels le Galibier, l'Iseran ou le Petit Saint-Bernard, sont fermés plusieurs mois durant l'hiver en raison de l'impraticabilité due à la neige abondante.
Avec le changement climatique, on assiste depuis les années 1950 (début des mesures météorologiques) à une augmentation des températures moyennes hivernales, printanières et estivales, et à une baisse des cumuls de neige. En ce qui concerne les quantités de précipitations, la Savoie demeure globalement un château d'eau. Toutefois, les sécheresses des années 2003 à 2006 ont provoqué un tarissement des sources et une tension sur le partage de l'eau en montagne entre EDF, l'enneigement artificiel (canons à neige), le tourisme hivernal, l'alimentation en eau potable et l'agriculture. En Haute-Maurienne, vallée déjà particulièrement sèche, l'agriculture a souffert du manque d'eau, ce qui a réduit la production du Beaufort.
Les catastrophes naturelles les plus fréquentes sont les avalanches, qui concernent 53 communes, les glissements de terrain et les éboulements (211 communes concernées). Les risques naturels concernant les 273 communes du département sont les retraits/gonflements des sols argileux et les séismes. La Savoie a longtemps été soumise à des crues torrentielles dues à des précipitations exceptionnelles conduisant au débordement des cours d'eau, comme l'Arc en juin 1957 dont les eaux se sont élevées de plus de 3 mètres et dont le débit, habituellement de 150 m3/s, a été quintuplé. En février 1990, c'est une grande partie du bassin versant du lac du Bourget qui a conduit à l'inondation d'Aix-les-Bains. Depuis lors, les pouvoirs publics ont instauré cinq Plans de prévention des risques inondation (PPRI) et des Atlas de zones inondables (AZI) pour prévenir au mieux ces risques.
| Températures moyennes minimales                 | 2,2 °C                                     | 0,6 °C                                       |
| Températures moyennes maximales                 | 20,4 °C                                    | 18,6 °C                                      |
| Précipitations moyennes                         | 1 296,8 mm                                 | 985,1 mm                                     |
| Ensoleillement moyen                            | 1 834,1 h                                  | 1 957 h                                      |
| Record de températures Minimale / Maximale      | −19 °C (07/01/1985) / 38,8 °C (11/08/2003) | −21,3 °C (06/01/1985) / 38,4 °C (31/07/1983) |
| Source : Fiches climatologiques de Météo-France |                                            |                                              |

## Climat locaux

### Climat à Chambéry

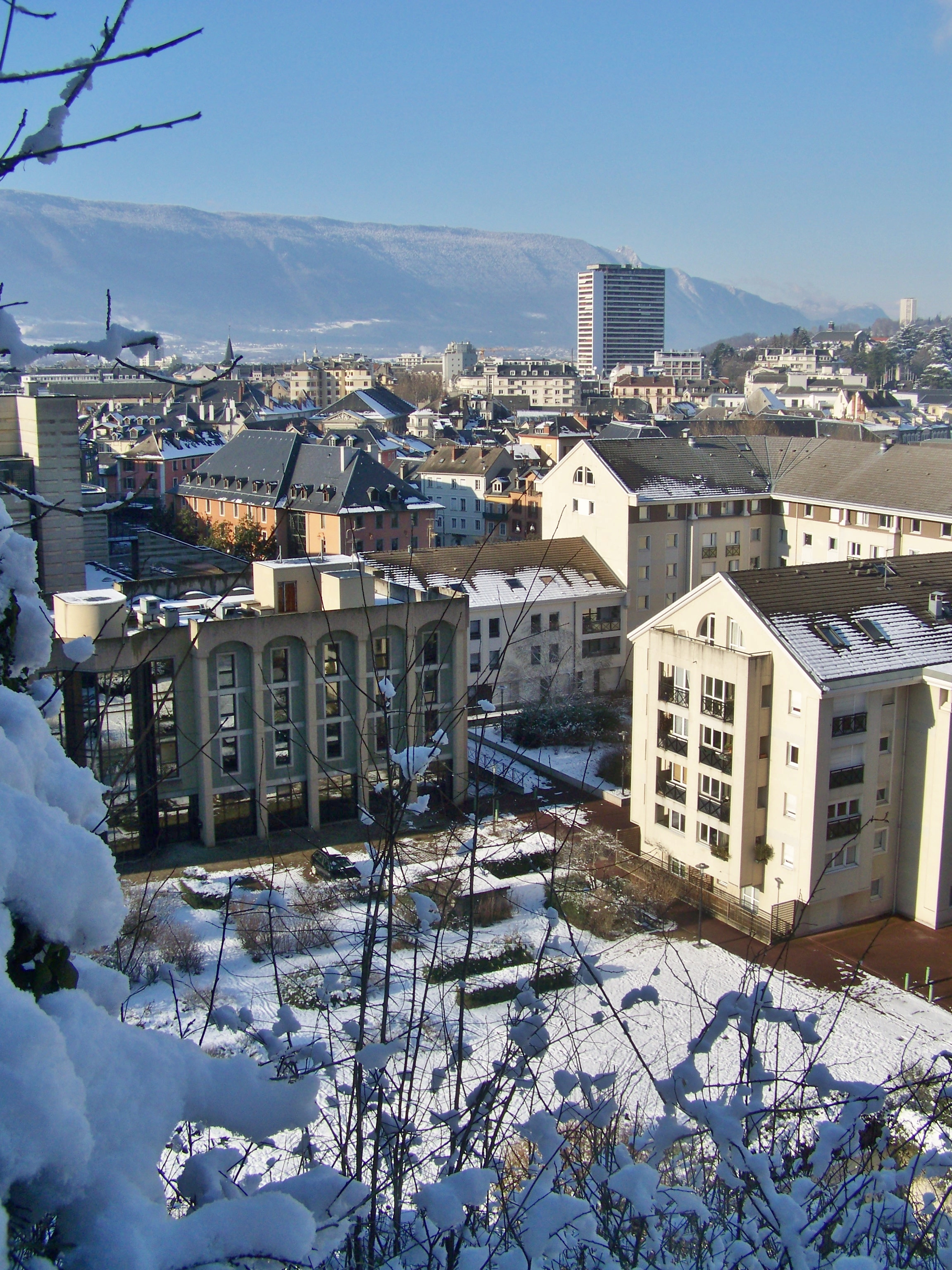
Bien que rarement abondantes et durables, des chutes de neige surviennent durant la plupart des hivers à Chambéry.

Le climat à Chambéry est en partie montagnard en raison de la présence proche de la chaîne de l'Épine (Jura) et des massifs des Bauges, de la Chartreuse et de Belledonne (Alpes). Ce climat se caractérise par de bonnes précipitations équitablement réparties, ainsi que par des hivers froids et une saison estivale chaude, potentiellement orageuse. 
Malgré ces moyennes, des écarts existent entre les années. Ainsi le mois de juillet 2014 a été marqué par un record de précipitations avec près de 250 mm d'eau tombée, tandis qu'à l'inverse, dès le milieu du mois de juillet 2015 ont été mises en place des mesures de restriction d'eau en raison de l’absence prolongée de précipitations significatives pendant plus d'un mois.
L'ensoleillement est bon et le brouillard est peu fréquent (bien que certaines zones humides y soient soumises plus régulièrement). Les températures quant à elles sont fluctuantes, pouvant se montrer caniculaires l'été.
| Ville             | Ensoleillement | Pluie       | Neige     | Orage     | Brouillard |
| ----------------- | -------------- | ----------- | --------- | --------- | ---------- |
| Paris             | 1 797 h/an     | 642 mm/an   | 15 j/an   | 19 j/an   | 13 j/an    |
| Nice              | 2 694 h/an     | 767 mm/an   | 1 j/an    | 31 j/an   | 1 j/an     |
| Strasbourg        | 1 637 h/an     | 610 mm/an   | 30 j/an   | 29 j/an   | 65 j/an    |
| Chambéry          | 1 870,3 h/an   | 1 221 mm/an | 18,3 j/an | 32,7 j/an | 26.9 j/an  |
| Moyenne nationale | 1 973 h/an     | 770 mm/an   | 14 j/an   | 22 j/an   | 40 j/an    |

Les relevés suivants ont été effectués à l'aéroport de Chambéry - Savoie-Mont-Blanc à 234 m d'altitude :
| Mois                                  | jan.            | fév.             | mars             | avril           | mai             | juin            | jui.            | août            | sep.          | oct.            | nov.             | déc.             | année          |
| ------------------------------------- | --------------- | ---------------- | ---------------- | --------------- | --------------- | --------------- | --------------- | --------------- | ------------- | --------------- | ---------------- | ---------------- | -------------- |
| Température minimale moyenne (°C)     | −1,4            | −0,7             | 2,1              | 5,1             | 9,7             | 12,8            | 14,7            | 14,2            | 11            | 7,4             | 2,5              | −0,2             | 6,5            |
| Température moyenne (°C)              | 2,2             | 3,6              | 7,4              | 10,7            | 15,3            | 18,7            | 21,1            | 20,4            | 16,5          | 12,1            | 6,3              | 3,1              | 11,5           |
| Température maximale moyenne (°C)     | 5,8             | 7,9              | 12,6             | 16,3            | 20,8            | 24,6            | 27,4            | 26,6            | 22            | 16,7            | 10,1             | 6,4              | 16,5           |
| Record de froid (°C) date du record   | −19 07-01-1985  | −14,4 05-02-2012 | −10,3 02-03-2005 | −4,6 13-04-1986 | −1,4 06-05-1979 | 2,8 05-06-1975  | 5,4 08-07-1978  | 5 30-08-1986    | 1 30-09-1995  | −4,3 31-10-1997 | −10,8 27-11-2005 | −13,5 30-12-1976 | −19 07-01-1985 |
| Record de chaleur (°C) date du record | 17,9 02-01-2003 | 20,5 07-02-2001  | 25,1 26-03-2006  | 29,5 28-04-2012 | 32,7 25-05-2009 | 36,1 25-06-2003 | 38,8 07-07-2015 | 38,8 11-08-2003 | 32 14-09-1987 | 29 02-10-1985   | 23,3 06-11-1997  | 22,7 18-12-1989  | 38,8           |
| Ensoleillement (h)                    | 77,7            | 104,4            | 156,7            | 172,8           | 202,5           | 234             | 260,1           | 232,5           | 176,3         | 121,4           | 71,2             | 60,6             | 1 870,3        |
| Précipitations (mm)                   | 102,6           | 91,5             | 100              | 92,2            | 104,2           | 94,8            | 86,6            | 91,7            | 111,8         | 122,6           | 105              | 118              | 1 221          |

| Diagramme climatique                                  |             |            |             |              |              |              |              |           |              |            |            |
| J                                                     | F           | M          | A           | M            | J            | J            | A            | S         | O            | N          | D          |
| 5,8−1,4102,6                                          | 7,9−0,791,5 | 12,62,1100 | 16,35,192,2 | 20,89,7104,2 | 24,612,894,8 | 27,414,786,6 | 26,614,291,7 | 2211111,8 | 16,77,4122,6 | 10,12,5105 | 6,4−0,2118 |
| Moyennes : • Temp. maxi et mini °C • Précipitation mm |             |            |             |              |              |              |              |           |              |            |            |

### Climat à Albertville
Le climat à Albertville est de type montagnard en raison de la présence du Massif alpin.
| Ville             | Ensoleillement | Pluie     | Neige   | Orage   | Brouillard |
| ----------------- | -------------- | --------- | ------- | ------- | ---------- |
| Paris             | 1 797 h/an     | 642 mm/an | 15 j/an | 19 j/an | 13 j/an    |
| Nice              | 2 694 h/an     | 767 mm/an | 1 j/an  | 31 j/an | 1 j/an     |
| Strasbourg        | 1 637 h/an     | 610 mm/an | 30 j/an | 29 j/an | 65 j/an    |
| Albertville       | 2 296 h/an     | 702 mm/an | 27 j/an | 16 j/an | 19 j/an    |
| Moyenne nationale | 1 973 h/an     | 770 mm/an | 14 j/an | 22 j/an | 40 j/an    |

Voici un aperçu dans le tableau ci-dessous pour l’année 2007 :
| Mois                                   | J  | F    | M   | A   | M   | J   | J   | A   | S   | O   | N   | D   | Année |
| -------------------------------------- | -- | ---- | --- | --- | --- | --- | --- | --- | --- | --- | --- | --- | ----- |
| Températures (sous abri, normales) °C  | 10 | 12,5 | 15  | 16  | 17  | 19  | 20  | 20  | 15  | 10  | 10  | 9,2 | 2010  |
| Précipitations (hauteur moyenne en mm) |    |      | ... | ... | ... | ... | ... | ... | ... | ... | ... | ... | ...   |
|                                        |    |      |     |     |     |     |     |     |     |     |     |     |       |

### Climat à Saint-Jean-de-Maurienne
Le climat y est de type montagnard en raison de la présence du Massif alpin.
| Ville                   | Ensoleillement | Pluie     | Neige    | Orage    | Brouillard |
| ----------------------- | -------------- | --------- | -------- | -------- | ---------- |
| Paris                   | 1 797 h/an     | 642 mm/an | 15 j/an  | 19 j/an  | 13 j/an    |
| Nice                    | 2 694 h/an     | 767 mm/an | 1 j/an   | 31 j/an  | 1 j/an     |
| Strasbourg              | 1 637 h/an     | 610 mm/an | 30 j/an  | 29 j/an  | 65 j/an    |
| Saint-Jean-de-Maurienne | 1970 h/an      | 960 mm/an | ... j/an | ... j/an | ... j/an   |
| Moyenne nationale       | 1 973 h/an     | 770 mm/an | 14 j/an  | 22 j/an  | 40 j/an    |

### Climat à Bourg-Saint-Maurice
Le climat à Bourg-Saint-Maurice est de type montagnard en raison de la présence du Massif alpin.
| Ville               | Ensoleillement | Pluie     | Neige   | Orage   | Brouillard |
| ------------------- | -------------- | --------- | ------- | ------- | ---------- |
| Paris               | 1 797 h/an     | 642 mm/an | 15 j/an | 19 j/an | 13 j/an    |
| Nice                | 2 694 h/an     | 767 mm/an | 1 j/an  | 31 j/an | 1 j/an     |
| Strasbourg          | 1 637 h/an     | 610 mm/an | 30 j/an | 29 j/an | 65 j/an    |
| Bourg-Saint-Maurice | 1 957 h/an     | 985 mm/an | 55 j/an | 28 j/an | 15 j/an    |
| Moyenne nationale   | 1 973 h/an     | 770 mm/an | 14 j/an | 22 j/an | 40 j/an    |

| Mois                                        | jan.       | fév.       | mars       | avril     | mai       | juin      | jui.      | août      | sep.      | oct.      | nov.       | déc.       | année      |
| ------------------------------------------- | ---------- | ---------- | ---------- | --------- | --------- | --------- | --------- | --------- | --------- | --------- | ---------- | ---------- | ---------- |
| Température minimale moyenne (°C)           | −3,8       | −3,1       | −0,3       | 2,7       | 6,8       | 9,5       | 11,8      | 11,6      | 8,6       | 4,7       | −0,2       | −2,6       | 3,9        |
| Température moyenne (°C)                    | 0,6        | 2          | 5,4        | 8,3       | 12,9      | 15,8      | 18,7      | 18,4      | 14,9      | 10,2      | 4,4        | 1,5        | 9,5        |
| Température maximale moyenne (°C)           | 4,9        | 7,1        | 11         | 13,9      | 19        | 22,1      | 25,5      | 25,2      | 21,1      | 15,7      | 8,9        | 5,5        | 15         |
| Record de froid (°C) date du record         | −21,3 1996 | −19,6 1986 | −15,1 1971 | −7,5 1970 | −2,3 1979 | 0,4 1984  | 2,9 1965  | 2,9 1995  | −1,2 1974 | −6 1950   | −13,2 1978 | −18,1 1950 |            |
| Record de chaleur (°C) date du record       | 16 2008    | 21,3 1960  | 24,1 2004  | 28,6 2011 | 33,8 2009 | 37,6 2019 | 38,4 1983 | 36,7 2003 | 33,1 2009 | 28,7 2009 | 21,9 2015  | 17,6 1989  |            |
| Nombre de jours avec gel                    | 27         | 22         | 19         | 7         | 1         | 0         | 0         | 0         | 0         | 3         | 16         | 25         | 120        |
| Ensoleillement (h)                          | 115        | 127        | 172        | 165       | 208       | 207       | 245       | 236       | 176       | 128       | 90         | 89         | 1 957      |
| Précipitations (mm)                         | 96,7       | 96,8       | 73,2       | 58        | 74,5      | 81,5      | 71,8      | 68        | 72        | 90,1      | 95,3       | 107,2      | 985,2      |
| Record de pluie en 24 h (mm) date du record | 65,9 1986  | 83,8 1990  | 80,9 1971  | 50,8 1983 | 54,9 2010 | 51,9 1948 | 46,7 1973 | 57,6 1954 | 64,9 1968 | 52,3 1980 | 75,3 1983  | 101,2 1991 | 101,2 1991 |
| Relevé pluviométrique en 2010 (mm)          | 47         | 55,2       | 58,2       | 19        | 177,2     | 110,9     | 89,4      | 83,5      | 47        | 37,3      | 104,4      | 101,4      | 930,5      |
| Relevé pluviométrique en 2011 (mm)          | 39,2       | 20,4       | 32,8       | 8,4       | 103,1     | 118       | 131,8     | 37,6      | 73,4      | 45,8      | 3          | 330,5      | 944,6      |

Voici un aperçu dans le tableau ci-dessous pour l'année 2007 :
| Mois                                   | J   | F    | M    | A    | M     | J    | J    | A    | S     | O    | N  | D     | Année |
| -------------------------------------- | --- | ---- | ---- | ---- | ----- | ---- | ---- | ---- | ----- | ---- | -- | ----- | ----- |
| Températures (sous abri, normales) °C  | 3,1 | 4    | 6,3  | 14,4 | 14,3  | 17,8 | 18,2 | 17,7 | 14,4  | 11,1 | 4  | 0,7   | 10,5  |
| Précipitations (hauteur moyenne en mm) | 108 | 39,6 | 14,6 | 18,8 | 119,9 | 78,6 | 122  | 141  | 161,2 | 8,6  | 32 | 161,2 | 83,8  |
| Source: Météo France et Météociel      |     |      |      |      |       |      |      |      |       |      |    |       |       |